# Otto Kuusinen
Otto Wilhelm "Wille" Kuusinen (en ruso: О́тто Вильге́льмович Ку́усинен; Laukaa, Finlandia, 4 de octubre de 1881 –Moscú, Unión Soviética, 17 de mayo de 1964) fue un político, historiador y poeta finlandés, que participó en la guerra civil finlandesa del lado comunista. Tras la guerra, se instalaría en la Unión Soviética.

## Biografía
Kuusinen nació el 4 de octubre de 1881, en la familia del sastre Wilhelm Juhonpoika Kuusinen, en el pueblo de Laukaa, Gran Ducado de Finlandia, Imperio ruso. La madre de Otto murió cuando él tenía dos años y la familia se mudó a Jyväskylä. En mayo de 1900, Kuusinen se graduó en el Liceo de Jyväskylä y entró en la Universidad de Helsinki el mismo año. Sus temas principales fueron la filosofía, la estética y la historia del arte. Kuusinen fue un miembro activo del sindicato de estudiantes, y durante este período se interesó por el conservadurismo Fennoman y el alkioísmo. En 1902, Kuusinen se graduó como candidato de filosofía.
En 1906 derrotó al moderado secretario general del Partido Socialdemócrata de Finlandia. Fue miembro del Parlamento finlandés entre 1908 y 1913. Después de que la República Socialista de los Trabajadores de Finlandia que fundó fuera derrotada en la guerra civil de 1918, Kuusinen escapó a Moscú y ayudó a formar el Partido Comunista de Finlandia.
En la URSS continuó su trabajo como líder prominente de la Internacional Comunista. En Finlandia, una facción más moderada de los socialdemócratas, bajo el liderazgo de Väinö Tanner, fue reconocida de nuevo. Mientras tanto, Kuusinen y sus seguidores empezaron a ser considerados responsables por la opinión pública finlandesa del derramamiento de sangre durante la guerra civil.
Durante la Gran Purga de los años 30 en la URSS los socialistas finlandeses que habían escapado de su país fueron ejecutados, sin embargo, Kuusinen no fue tocado por la ola de persecución estalinista. Esto deterioró aún más su reputación en su país natal, ya que fueron muy pocos los finlandeses en la URSS que no fueron juzgados.
Cuando el Ejército Rojo inició la Guerra de Invierno el 30 de noviembre de 1939, Kuusinen fue puesto en la cabeza de la nueva República Democrática de Finlandia, fundada en un intento de Stalin de hacerse con el control del país tras su intervención. Sin embargo, al verse forzados los soviéticos a renunciar a ocupar toda Finlandia, el gobierno de Kuusinen fue disuelto y este fue convertido a secretario del Sóviet Supremo de la República Socialista Soviética Carelo-Finesa hasta que en 1956 fue anexada a la República Socialista Federativa Soviética de Rusia como República Socialista Soviética Autónoma, en un territorio que equivale a la actual República de Carelia de la Federación Rusa.
La colaboración de Kuusinen con los soviéticos durante la guerra selló de forma definitiva la negativa opinión pública de los finlandeses hacia él. Además, los mismos socialistas de su país le dieron la espalda y lo consideraron un traidor. Sin embargo, el sentimiento de Kuusinen hacia su propio pueblo era similar, declaraciones de personas que lo conocieron demuestran que, desde su exilio en 1919, Kuusinen criticaba continuamente a los finlandeses.
Después de huir a la URSS por segunda vez, Kuusinen se convirtió en un oficial influyente en la administración estatal. Fue miembro del Politburó, así como consejero ideológico de Stalin, además escribió varios artículos para este, atribuyéndoselos con su consentimiento. Kuusinen continuó trabajando cuando Nikita Jrushchov llegó al poder. Fue miembro del Cómite Central de PCUS entre 1946 y 1953, y luego entre 1957 y 1964.
Kuusinen fue uno de los editores de Los Fundamentos del Marxismo-Leninismo, considerado uno de los escritos fundamentales en el materialismo dialéctico y el leninismo. En el Kremlin, Kuusinen era considerado un político "liberal", y se ha sugerido que fue unos de los pioneros de la Perestroika.[cita requerida]
Mientras editaba un nuevo programa para el desarrollo rápido de la agricultura, la industria y la tecnología, Kuusinen desarrolló un concepto de la dictadura del proletariado que motivó el rechazo de los ideólogos más conservadores. Sin embargo, Jrushchov lo apoyó. En 1958 Kuusinen fue elegido miembro de la Academia de Ciencias de la URSS. Kuusinen murió en Moscú el 17 de mayo de 1964. Sus cenizas fueron enterradas en la Necrópolis de la Muralla del Kremlin moscovita.